# Casarão dos Rollemberg
O Casarão dos Rollemberg é um palacete fundado no ano de 1919 que está localizado na cidade de Aracaju, capital do estado de Sergipe.
Palco de importantes discussões políticas, o prédio foi tombado em 1989, como Patrimônio Histórico e Cultural do Estado de Sergipe, pelo então Governador Antônio Carlos Valadares (PST), por ser um referencial arquitetônico de grande importância para história local.
Centenário, o Palacete imponente à beira do Rio Sergipe abrigou a tradicional família Rollemberg por décadas. Hoje, o Salão Nobre que foi palco de jantares e recepções oferecidos pelos Rollemberg, sedia o Memorial da Advocacia Sergipana.

## História
O edifício começou a ser construído em 1917 por Adolfo Rollemberg, neto de José Faro Rollemberg e Amélia Rollemberg, ambos filhos do Barão de Japaratuba e do Barão de Estância. Os Rollembergs já era uma família influente à época, descendentes do Engenho Escurial, tendo recebido em sua estância a visita do imperador D. Pedro II assim como o Barão de Estância possuía o cargo vitalício de Senador do Império.

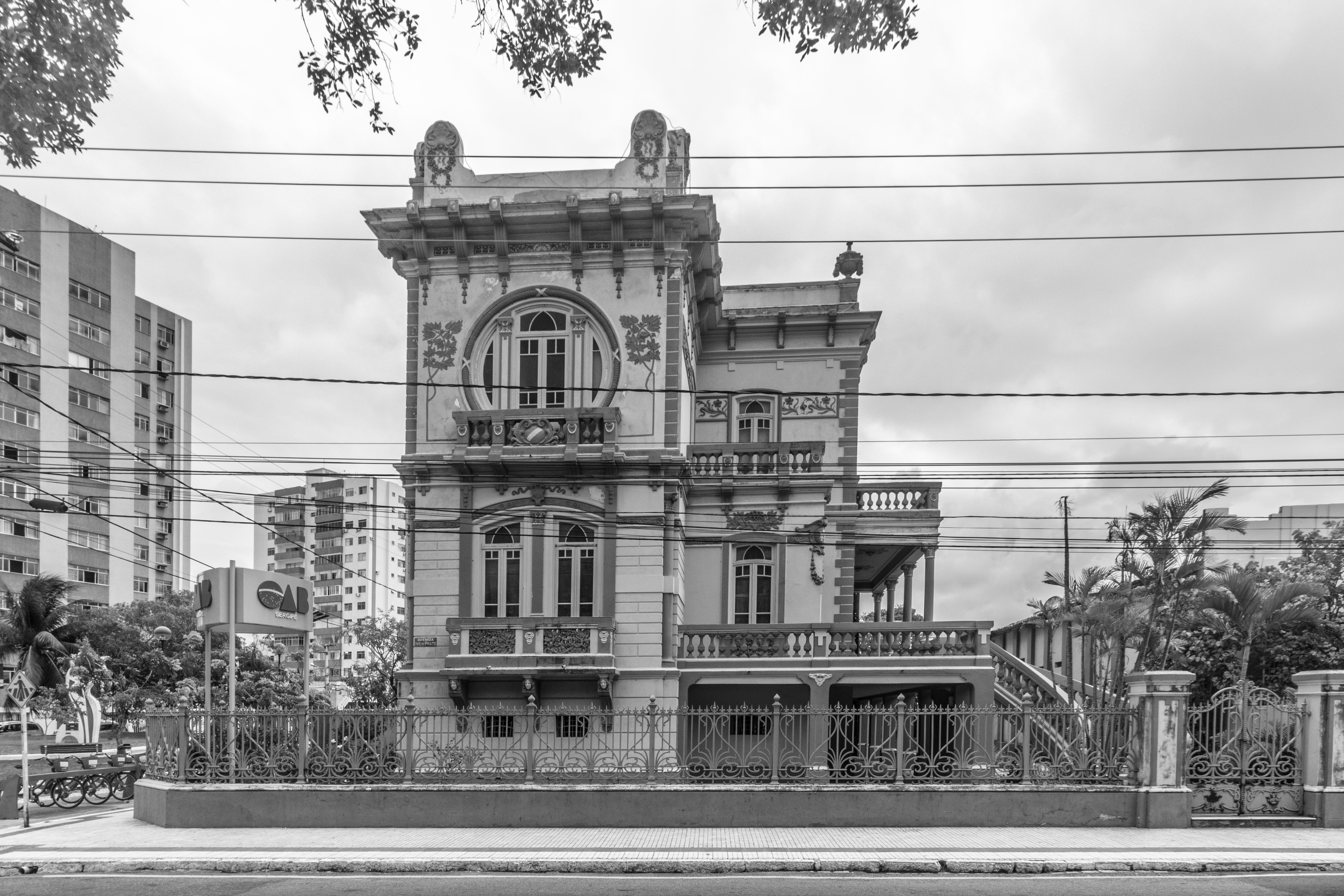
A visão da fachada frontal, também conhecida como fachada principal.

Adolfo não chegou a usufruir da casa, vindo a falecer em 1919, alguns meses antes do término da construção por infarto fulminante. Em virtude disso, suas três irmãs Anna, Eliza e Amélia instalaram-se na casa, e por esse motivo ficou conhecida como o “Casarão das Rollemberg”.

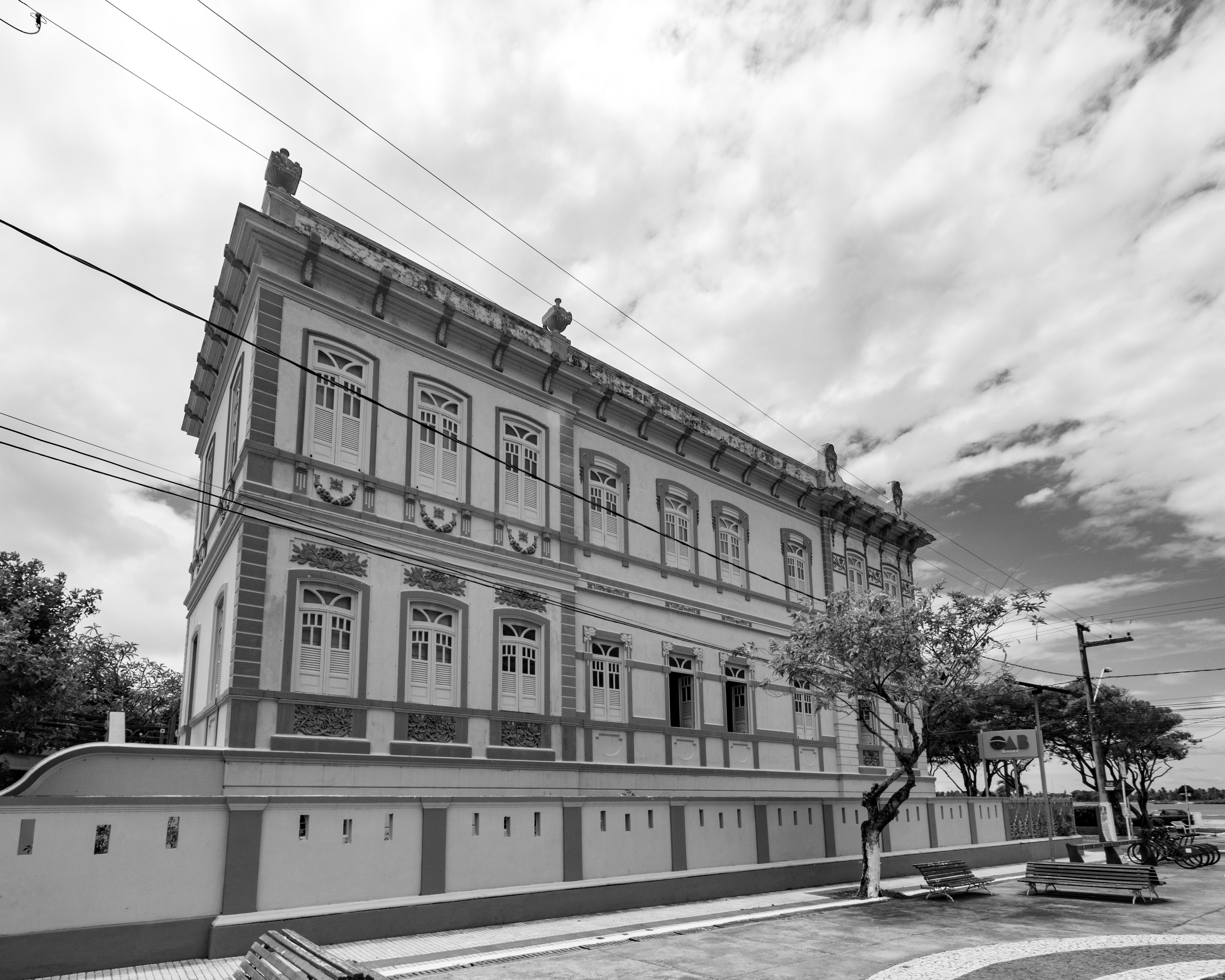
Vista da fachada lateral do palacete.

O casarão foi passando por gerações, ficando por último os familiares do Senhor Raul Fernando Barreto Rollemberg e Antônio Gonçalo Barreto Rollemberg.

## Descrição

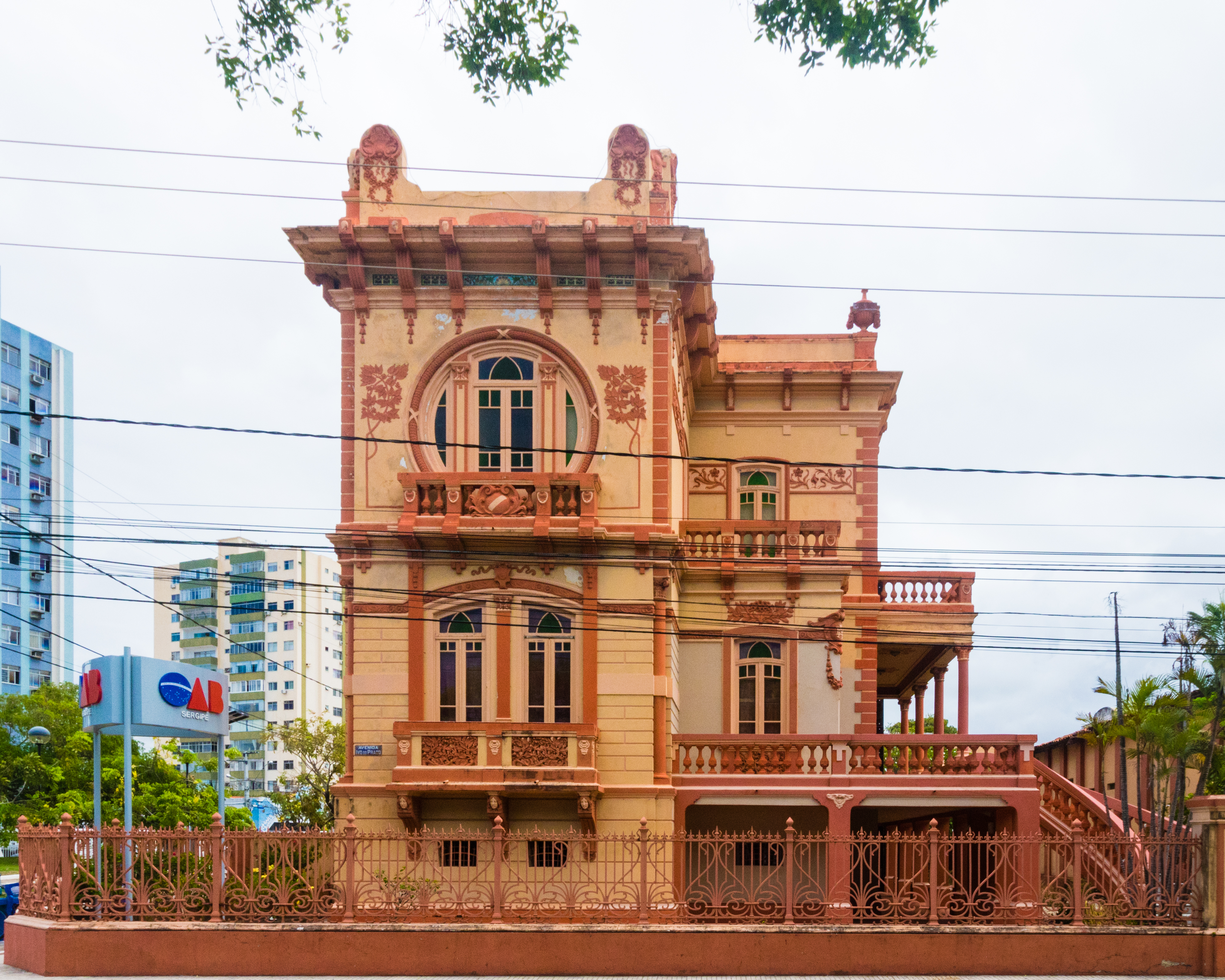
Vista do Solar Rollemberg, um palacete histórico, também conhecido como Casarão dos Rollemberg.

O casarão seguindo as técnicas tradicionais da arquitetura eclética e do Art Nouveau foi realizado por Antonio Federico Gentile, auxiliado por outros dois italianos: Rafaelle Alfano (escultor) e Oresti Gatti (pintor), integrantes da Missão Artística Italiana. Esta era a denominação dada para o grupo de artistas e construtores italianos que, em 1918, foram chamados à Sergipe para renovação urbana, atuando no Palácio Olimpio Campos.

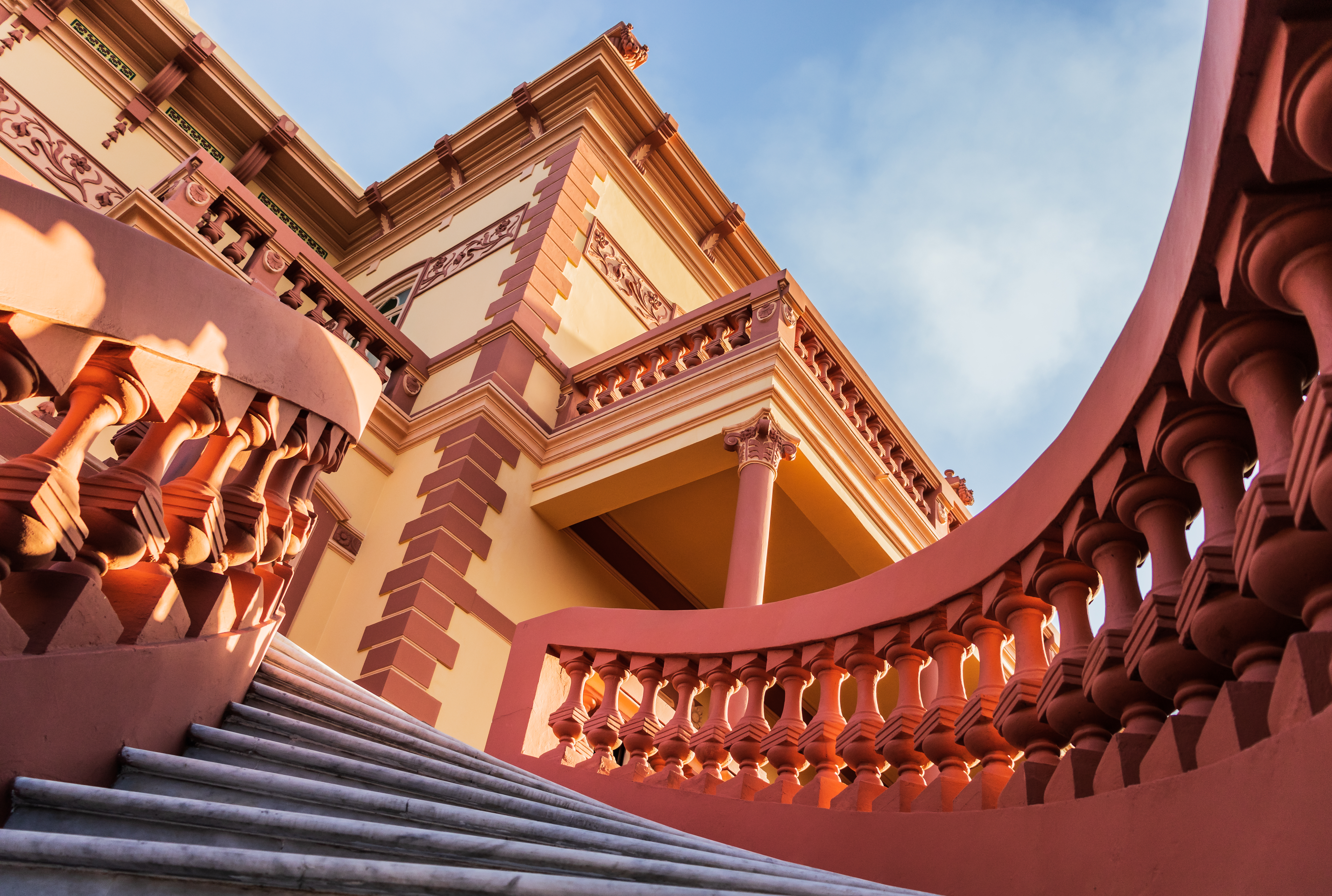
Escadaria do Casarão dos Rollembergs

Destaca-se seu jardim lateral, a escadaria sinuosa, a varanda  sustentando um balcão no piso superior, com balaustrada de alvenaria, janelas com sacadas e pináculos nos ângulos do teto.

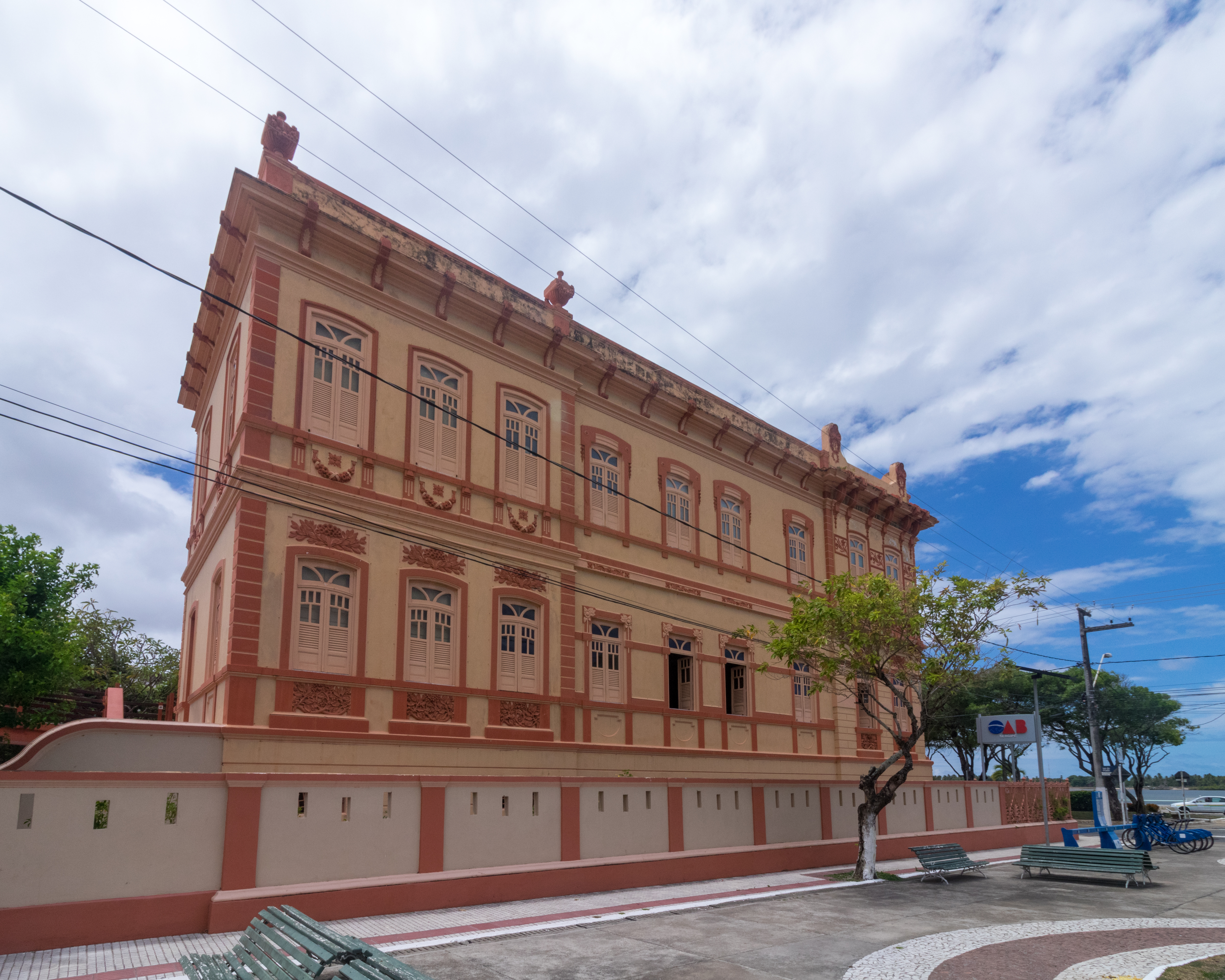
Foto mostrando uma das áreas externas laterais do casarão.

As cores externas e internas são originais da década de 20, recuperadas durante o processo de restauração que durou oito meses. Rui Almeida, arquiteto responsável pela obra, menciona que não houve nenhuma alteração estrutural, apenas foi construído um anexo, um elevador externo e uma passarela, sem modificar as características arquitetônicas originais.

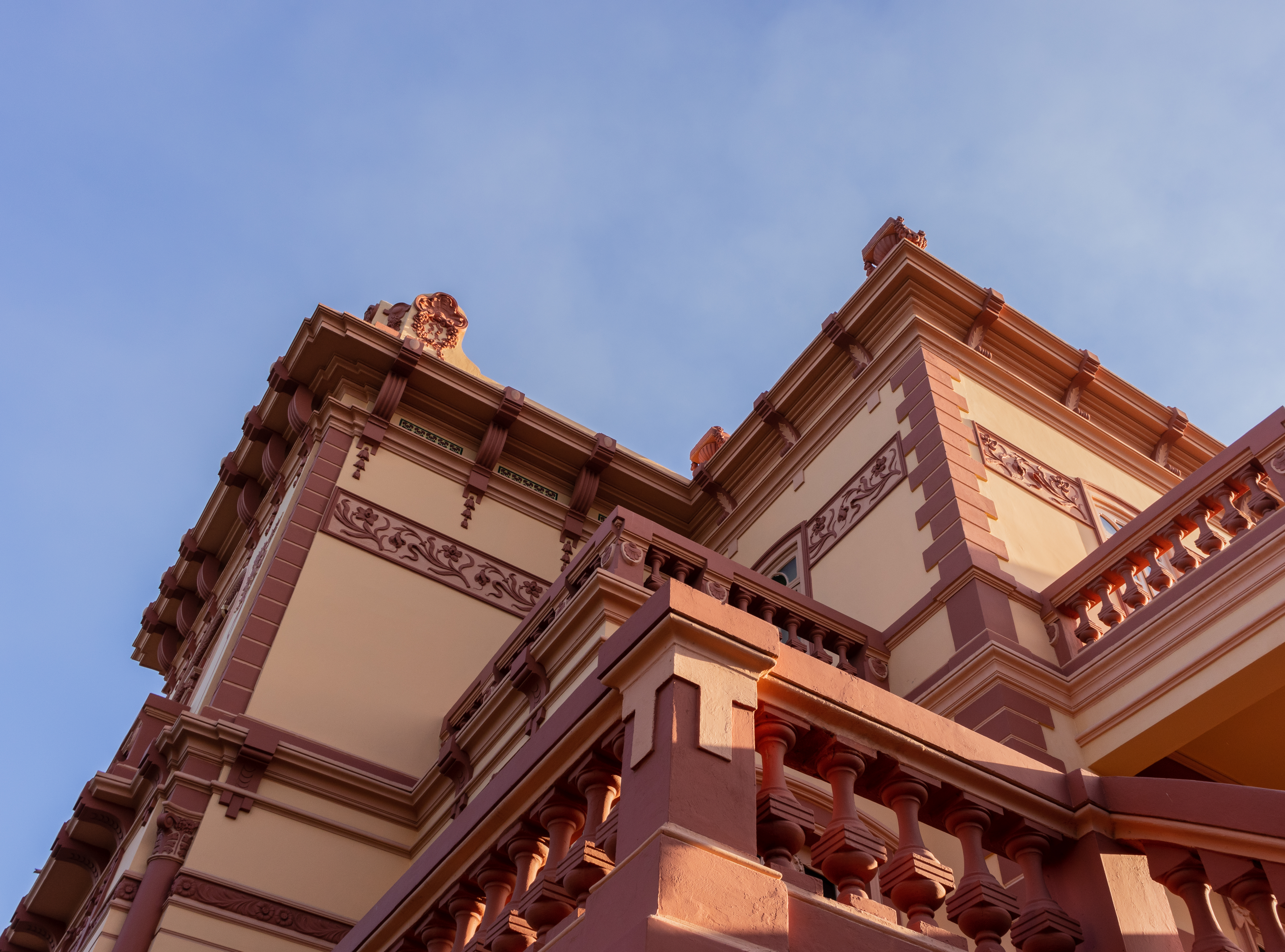
Imagem das torres de uma das fachadas do Casarão da Família Rollemberg após restauração.

## Palácio da Cidadania - Memorial da Advocacia
Entre as últimas décadas desse século XX e as primeiras do século XXI, o Solar fica fechado. 
No ano de 2008,  o casarão é adquirido pela Ordem dos Advogados do Brasil (OAB), durante a Presidência do Dr. Henri Clay Santos Andrade, que o adapta e então é transformado no Palácio da Cidadania, após uma ampla restauração interna e externa, executada por especialistas devidamente pautada na conservação integral do Bem Patrimonial, bem como a aquisição de uma pequena parcela de bens móveis que foram localizados junto aos descendentes da família Rollemberg, todo esse contexto Histórico é totalmente chancelado pela OAB.
Em agosto de 2020, a OAB de Sergipe recebeu uma doação do acervo que pertencia à Ana Amélia Rollemberg, irmã de Adolfo Rollemberg, para ser incorporado ao Memorial da Advocacia de Sergipe. Ele foi doado por Marise Rollemberg Levita Cardoso, que faz parte da quinta geração da família Rollemberg, e sua filha Maise Rollemberg.
Entre as peças da doação estão fotos de vários eventos que realizados na casa assim como das pessoas que moraram no casarão, lembranças, uma xícara com porta-bigode que pertenceu a Adolfo, quadros de Adolfo e dos pais e uma cortina de renda francesa que era utilizada no hall de entrada da casa.